# 513
Évszázadok: 5. század – 6. század – 7. század
Évtizedek: 460-as évek – 470-es évek – 480-as évek – 490-es évek – 500-as évek – 510-es évek – 520-as évek – 530-as évek – 540-es évek – 550-es évek – 560-as évek
Évek: 508 – 509 – 510 – 511 –  512 – 513 – 514 – 515 – 516 – 517 – 518

## Események

### Bizánci Birodalom
- Miután I. Anasztasziosz császár megpróbálja rákényszeríteni a monofizita nézeteket a keleti keresztényekre, zavargásokra kerül sor Konstantinápolyban. Vitelianus hadvezér kihasználja az általános felzúdulást és a trákiai szövetséges barbár (foederati) csapatok elégedetlenségét a zsoldfizetés elmaradása miatt: fellázad és 50-60 ezer katonát és parasztot összegyűjtve Konstantinápoly alá vonul. A császár tárgyalásokat kezd és megígéri a khalkédóni hitelvek megtartását, valamint a katonák elmaradt járandóságainak kifizetését. Vitelianus főtisztjeinek nyomására elfogadja az ígéreteket és visszavonul Trákiába.
- Anasztasziosz sereget küld a lázadók után, de azok Odesszoszban rajtaütnek annak fővezérén és megölik őt. A császár újabb, állítólag 80 ezres hadsereget verbuvál és vezetését unokaöccsére, Hüpatioszra bízza. Vitelianus éjjel meglepetésszerűen megtámadja a táborukat, a császári katonák nagy részét megölik, Hüpatioszt pedig elfogják.

### Európa
- Gesalec, a vizigótok száműzött királya híveivel betör Hispániába, de csatát veszít és menekülés közben elfogják, majd kivégzik.

### Perzsia
- I. Kavád szászánida király visszafoglalja Horászánt a heftalita hunoktól.
- A Ktésziphón melletti Mahozában a zsidók II. Mar-Zutra vezetésével fellázadnak és visszaverve a perzsák támadásait, hét évig fennálló kváziállamot hoznak létre.

## Halálozások
- Gesalec, vizigót király
- Sen Jüe, kínai történetíró

## Fordítás
- Ez a szócikk részben vagy egészben  a(z)   513 című angol Wikipédia-szócikk ezen változatának fordításán alapul.  Az eredeti cikk szerkesztőit annak laptörténete sorolja fel. Ez a jelzés csupán a megfogalmazás eredetét és a szerzői jogokat jelzi, nem szolgál a cikkben szereplő információk forrásmegjelöléseként.